# Lake Cowichan
Lake Cowichan es un pueblo canadiense situado en la provincia de Columbia Británica.

## Superficie
Lake Cowichan tiene una superficie de 8,24 km².

## Demografía
En 2021, tenía 3325 habitantes, una densidad poblacional de 403,5 hab./km², y 1586 viviendas.